# رافائل مانوکیان
رافائل گئورگی مانوکیان (مانوکوف) (ارمنی: Ռաֆայել Գևորգի Մանուկյան (Մանուկով)؛ زاده ۲۷ اوت ۱۹۱۲ - درگذشته ۵ سپتامبر ۱۹۵۳) هنرمند سیرک، بندبازان اهل ارمنستان بود. وی بین سال‌های - تا - میلادی فعالیت می‌کرد.

## زندگی‌نامه
وی در ۲۷ اوت ۱۹۱۲ در تفلیس در به دنیا آمد .   وی همچنین برنده جوایزی همچون هنرمند شایسته ارمنستان شوروی (۱۹۴۰) شد. وی در ۵ سپتامبر ۱۹۵۳ در سن ۴۱ سالگی در خارکوف درگذشت.

## یادداشت
1. ↑  Կրկեսի արտիստ